# شاخص پیرسون
شاخص پیرسون یا Pearson symbol شاخصی است که در بلورنگاری از آن به عنوان ابزاری برای توصیف ساختار بلور استفاده می‌شود. این شاخص نخستین بار از سوی فردی به همین نام، W.B. Pearson معرفی شد. این شاخص از دو حرف و یک عدد ساخته شده است. برای نمونه:
- ساختار الماس، cF8

دو حرف کج روشن کنندهٔ شبکه براوه است. حرف کوچک نشانهٔ ردهٔ بلور و حرف بزرگ نشانهٔ نوع شبکه است.
| a | سه‌شیب    |
| m | تک‌شیب    |
| o | راست‌لوزی |
| t | چهارگوشه |
| h | شش گوشه  |
| c | مکعبی    |

| S,A,B,C | Side face centred                            |
| F       | All face centred                             |
| I       | Body centred (from innenzentrierte (آلمانی)) |
| R       | Rhombohedral                                 |
| P       | Primitive                                    |